# Matalajärvi (sjö i Pello, Lappland, Finland)
Matalajärvi eller Veksäjärvi (?) är en sjö i Finland. Den ligger i kommunen Pello i landskapet Lappland, i den norra delen av landet, 700 km norr om huvudstaden Helsingfors. Matalajärvi ligger 110,3 meter över havet. Arean är 49 hektar och strandlinjen är 3,3 kilometer lång. Sjön  ingår i Torne älvs huvudavrinningsområde. 